# Albert Ramon
Albert Ramon (* 1. November 1920 in Brugge; † 21. März 1993 in Eeklo) war ein belgischer Radrennfahrer.
Albert Ramon war Profi-Radrennfahrer war 1941 bis 1951. 1946 gewann er die Gesamtwertung der Belgien-Rundfahrt, deren Verlauf unter stürmischem Wetter litt, so dass von 140 Startern nur 19 das Ziel erreichten. 1947 gewann er den Nationalen Sluitingsprijs und belegte im selben Jahr bei der Belgien-Rundfahrt den zweiten Platz. 1948 wurde er Zweiter der Flandern-Rundfahrt, und 1949 siegte er bei Paris–Tours. 1950 wurde er Belgischer Meister im Straßenrennen und gewann den Grote Prijs Beeckman-De Caluwé.
Ramon konnte seine Qualitäten als Rennfahrer während der Besatzungszeit im Zweiten Weltkrieg nicht entfalten. 1943 geriet er in den Fokus der Gestapo und durfte keine Rennen fahren; als er als Zwangsarbeiter eingezogen werden sollte, tauchte er ab. Statt seiner wurde sein Vater verhaftet.
1951 wurde Albert Ramon bei einem Rennen in Waarschoot von einem Auto angefahren und so schwer verletzt, dass man um sein Leben fürchtete. Er wurde 17-mal operiert. Fausto Coppi besuchte ihn an seinem Krankenbett und schenkte ihm eine vom Papst gesegnete Kette. Ramon genas, aber seine Beine blieben gelähmt, und er musste im Rollstuhl sitzen. Er starb am 21. März 1993 an einer Herzthrombose, als er sich im Fernsehen Mailand–Sanremo anschaute.